# Escut de Benifaió
L'escut de Benifaió és un símbol representatiu oficial de Benifaió, municipi del País Valencià, a la Ribera Alta. Té el següent blasonament:
| « | Escut quadrilong de punta redona migpartit i truncat. Al primer quarter, en camp d'argent, un falcó de sable. Al segon quarter, en camp de gules, una ara romana d'argent amb una inscripció. Al tercer quarter, en camp de sinople, una torre d'or, maçonada i aclarida de sable. Per timbre, una corona reial oberta. | » |

## Història

Escut anterior de Benifaió.

Aprovat per Resolució de 15 de maig de 2001, del conseller de Justícia i Administracions Públiques, publicada al DOGV núm. 4.024, de 20 de juny de 2001.
A la primera partició hi figuren les armes parlants dels Falcó, barons de Benifaió i senyors de la vila des del segle xvii fins al xix. Els altres dos elements també fan referència al passat històric de la població: l'ara romana trobada el 1922 i la torre àrab, en al·lusió a la torre de la Plaça, d'època almohade.
Anteriorment, Benifaió va tindre un altre escut: n'era un escut ovalat amb una torre d'argent acompanyada de dos lleons d'or; i al cap, un escut caironat, coronat, amb les armes reials de València.